# Charles-Alexandre Fessy
Charles-Alexandre Fessy (* 18. Oktober 1804 in Paris; † 30. November 1856 ebenda; auch Alexandre-Charles Fessy) war ein französischer Organist.

## Leben
Fessy studierte ab 1813 am Conservatoire de Paris und gewann als Orgelschüler von François Benoist 1826 den ersten Preis im Fach Orgel. Er wurde dann erster Organist an der Kirche La Madeleine. 1847 löste er Lefébure-Wély an der Kirche St-Roch ab, der seinerseits die Stelle an La Madelaine übernahm. Fessy war bis zu seinem Tod Organist an Saint-Roch.
Zwischen 1830 und 1840 dirigierte Fessy außerdem die Concerts Valentino, die Concerts Viviennes und weitere Konzertreihen. Daneben war Fessy Dirigent bei der Garde nationale von Paris. Er verfügte über profunde Kenntnisse der Blechblasinstrumente und verfasste eine Schule für das Saxhorn. Als Orgelkomponist stand er in der nachklassischen französischen Tradition. In jüngerer Zeit nahm Nicolas Gorenstein eine Doppel-CD seiner Orgelwerke auf.

## Werke
- Guide de l'organiste, 1839
- Office complet de l'année, 1844
- Service divin, 1854
- Répertoire de l'organiste, 1856